# Cabillus pexus
Cabillus pexus je paprskoploutvá ryba z čeledi hlaváčovití (Gobiidae).
Druh byl popsán roku 2013 japonskými ichtyology Koichi Shibukawou a Masahiro Aizawou.

## Popis a výskyt
Maximální délka této ryby je 2,2 cm.
Od ostatních ryb z rodu Cabillus (kromě Cabillus caudimacula) se liší modifikovanými šupinami se zvětšenými ktenii (jemné zoubky) na bázi ocasní ploutve. Boční strana těla je pokryta ktenoidními šupinami. Oblast před břišní ploutví pokryta cykloidními šupinami. Na základně ocasní ploutve se nachází úzký černý příčný pruh. Výrazná tmavá skvrna na ocasní ploutvi a výrazná černá skvrna mezi prvním a třetím trnem první hřbetní ploutve.
Byla nalezena ve vodách Severozápadního Pacifiku (Japonsko). Obývá korálové útesy.